# Dinári rassz

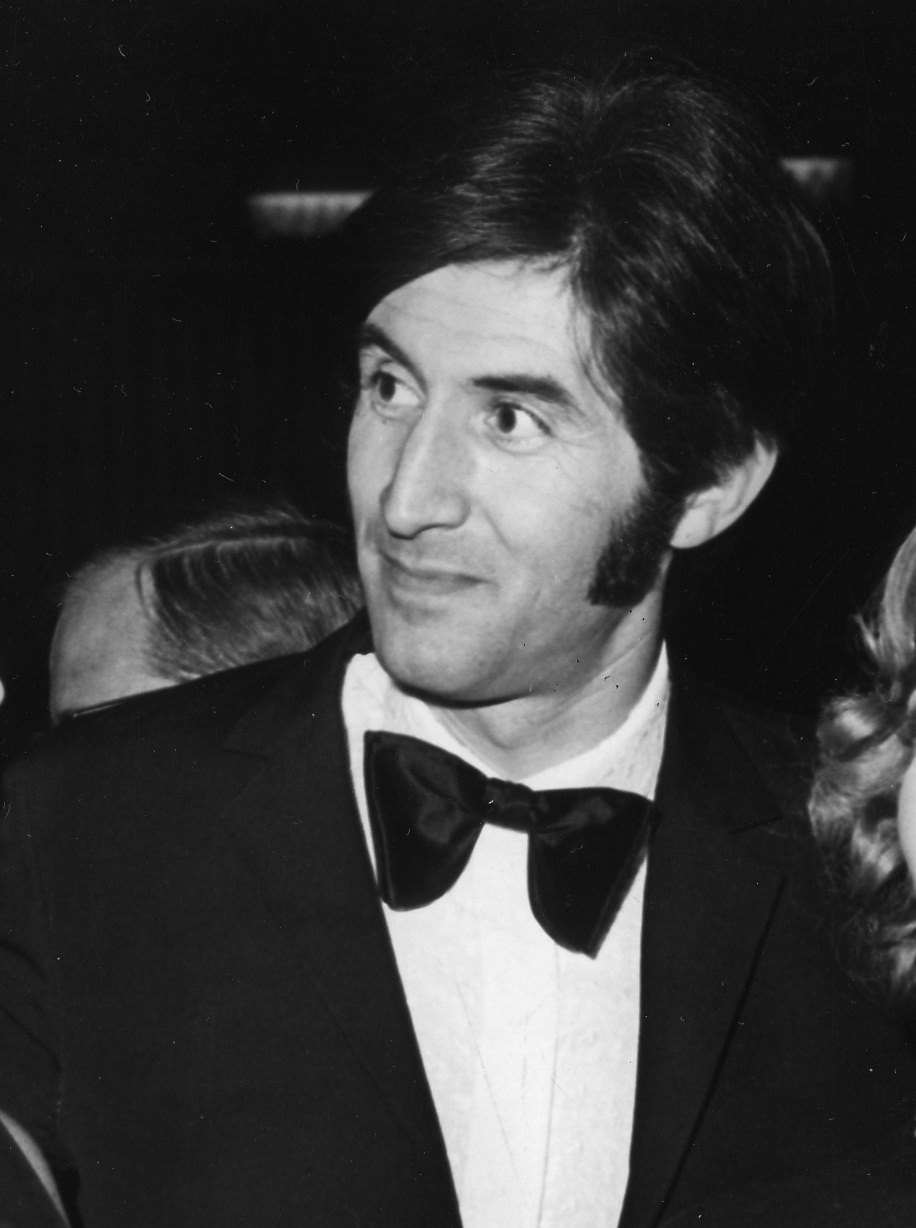
Ljubiša Samardžić

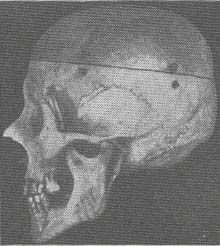
„Dinári koponya” illusztrációja Hans F. K. Günther Racial Elements of European History (1927) című művéből

A dinári rassz (egyéb nevein: adriai rassz, illír rassz) egy európai rassz, mely a bronzkorban jelent meg.

## Testi jellegek
Erőteljes, markáns, szikár termet jellemzi, a testmagasság általában kimondottan magas; egykoron a férfi átlagmagasság 170–174 cm volt, ma már ennél jóval magasabb. Az alsó végtagok a felsőkhöz viszonyítva hosszúak, különben a testalkatuk arányos. A fej rövid, az arc hosszú és keskeny. Az orr igen keskeny, hosszú és görbe. A szemgödrök magasak, a szemek nagyok és egymáshoz közel ülnek. Az állkapocs erőteljes, magas, lefelé kissé megnyúlt, ami jelentősen hozzájárul a magas dinári arc kialakításához. Az állcsúcs erős és az ajkak húsosak. A legenda szerint a dinári rasszba tartozó nép a csecsemő fejét a fabölcsőhöz kötözéssel még laposabbá tette.
Színkomplexiója fejlett, az egyenes haj sötétbarna vagy fekete lehet, a szem sötétbarna, a bőr barnás, a nap hatására jelentősen barnul és ráncosodik. Emellett gyakori még a szőke dinári típus is, melyet norikuminak is hívnak. A testszőrzet erős, a szemöldök sűrű, a nőknél gyakori a jól látható rövid bajuszt formázó arcszőrzet is. Korán érő, de erős immunitásának köszönhetően hosszú életű.

## Elterjedési terület
Ma az albánok, szerbek, szlovének, horvátok, montenegróiak és bosnyákok jellemző típusa. Elterjedt még Észak-Olaszországban, a Keleti-Alpokban (különösen Tirol területén) és a Kárpátokban is. Számos helyi változata alakult ki, tiszta formájában ritka.

### Kárpát-medence
A Kárpát-medence területén szinte minden történelmi időszakban megtalálható a dinári rassz, nagyobb számban a délszláv elemekkel (horvátok, szerbek, sokácok, bunyevácok) kerültek be. Ennek megfelelően főleg Magyarország déli részein viszonylag gyakori.